# یان یوزف شچپانسکی
یان یوزف شچپانسکی (لهستانی: Jan Józef Szczepański؛ ‏ ۱۲ ژانویه ۱۹۱۹–۲۰ فوریه ۲۰۰۳) نویسنده، روزنامه‌نگار، مقاله‌نویس، فیلمنامه‌نویس، مترجم، کوهنورد و کاوشگر اهل لهستان بود. او در رشتهٔ شرق‌شناسی تحصیل کرده بود و رئیس اتحادیه نویسندگان لهستان و انجمن نویسندگان لهستان بود.
از فیلم‌هایی که وی در آن‌ها نقش داشته‌است، می‌توان به خوبال، از سرزمینی دور و زندگی برای زندگی: ماکسیمیلیان کُلبه اشاره نمود.